# Michel Erlanger
Michel Erlanger, né en 1828 à Wissembourg (Bas-Rhin) et décédé le 30 septembre 1892 à Sèvres (Seine-et-Oise) est un commissionnaire en marchandise et une personnalité de la communauté juive française de la fin du XIXe siècle. Membre fondateur de l'Alliance israélite universelle, il a aussi assuré la gestion des œuvres charitables des Rothschild en Palestine ottomane. Il a été vice-président du consistoire israélite de Paris et président de la Société des études juives.
Il est le frère du compositeur Jules Erlanger.

## Biographie
Michel Erlanger nait à Wissembourg en Alsace en 1828. Il est le fils d'Israël Süsskind Erlanger, rabbin de cette commune du Bas-Rhin et frère du compositeur de musique Jules Erlanger (1830-1895). Il étudie la religion juive de manière approfondie la religion juive dans sa jeunesse. Il réside à Paris à partir de 1835. Il est chargé par ses employeurs de monter une succursale à Alexandrie en 1849. Durant son séjour en Égypte, il s'intéresse à la situation des Juifs du monde arabe et apprend l'italien et l'arabe. Il se rend en bateau depuis Alexandrie en Palestine ottomane, accompagné d'Albert Cohn, le 7 juillet 1854. Ensemble, il séjournent à Jaffa, Jérusalem, Hébron, Bethléem. Cohn fonde, sous les auspices de la famille Rothschild , plusieurs institutions d'aide aux démunis, dont l'hôpital Mayer Rothschild à Jérusalem. Ils repartent d'Eretz Israël pour Alexandrie le 3 août 1854. Suit au décès de Cohn en 1877, les Rothschild confient à Erlanger la tâche de gérer leurs oeuvres charitables en Terre sainte.
Devenu un membre proéminent de l'Alliance israélite universelle, il aide Charles Netter à établir l'école d'agriculture Mikvé-Israël fondée en 1870. A partir de 1868, il siège au consistoire de Paris et en devient vice-président, fonctions qu'il exerce aussi à l'Alliance israélite universelle, et du séminaire rabbinique de Paris. Il a par ailleurs été président de la Société des études juives.
Michel Erlanger décède le 30 septembre 1892 à Sèvres, des suites d'une grippe, ses obsèques ont lieu au cimetière du Père Lachaise le 3 octobre 1892. Des discours sont prononcées par les grands-rabbins Zadoc Kahn et Jacques-Henri Dreyfuss ainsi que par Narcisse Leven.
En février 1905, la ville israélienne de Rishon LeZion décide de nommer l'une de ses rues en l'honneur d'Erlanger. En 1934, une autre rue lui est dédiée dans le quartier de Neve Sha'anan à Tel Aviv.